# Чжуаньшу
Чжуаньшу (трд. 篆書, спр. 篆书, піньїнь zhuànshū) або письмо печатки — письмо, яке було поширене в династії Чжоу та царстві Цінь з приблизно 700 року до н. е. Варіант поширений в царстві Цінь пізніше став офіційним письмом для всього Китаю та використовувався до 200 року н. е. при династії Хань при якій роль письма знизилась до декоративного.
Всього існує 2 типи письма печатки, велике письмо печатки (кит.: 大篆) і мале письмо печатки (кит.: 小篆). Під письмом печатки зазвичай мається на увазі мале письмо печатки поширене у царстві Цінь та було пізніше стандартизоване Цінь Ши Хуан-ді та Лі Си.